# Делавер (Айова)
Делавер (англ. Delaware) — місто (англ. city) в США, в окрузі Делавер штату Айова. Населення — 142 особи (2020).

## Географія
Делавер розташований за координатами 42°28′15″ пн. ш. 91°20′26″ зх. д. / 42.47083° пн. ш. 91.34056° зх. д. (42.470865, -91.340511).  За даними Бюро перепису населення США в 2010 році місто мало площу 2,10 км², з яких 2,07 км² — суходіл та 0,03 км² — водойми.

## Демографія
Згідно з переписом 2010 року, у місті мешкало 159 осіб у 82 домогосподарствах у складі 41 родини. Густота населення становила 76 осіб/км².  Було 85 помешкань (40/км²).
Расовий склад населення:
| - 99,4 % — білих |

До двох чи більше рас належало 0,6 %. Частка іспаномовних становила 0,6 % від усіх жителів.
За віковим діапазоном населення розподілялося таким чином: 15,7 % — особи молодші 18 років, 64,2 % — особи у віці 18—64 років, 20,1 % — особи у віці 65 років та старші. Медіана віку мешканця становила 48,7 року. На 100 осіб жіночої статі у місті припадало 120,8 чоловіків;  на 100 жінок у віці від 18 років та старших — 116,1 чоловіків також старших 18 років.
Середній дохід на одне домашнє господарство  становив 55 718 доларів США (медіана — 48 438), а середній дохід на одну сім'ю — 65 716 доларів (медіана — 51 750). За межею бідності перебувало 11,6 % осіб, у тому числі 14,3 % дітей у віці до 18 років та 18,2 % осіб у віці 65 років та старших.
Цивільне працевлаштоване населення становило 86 осіб. Основні галузі зайнятості: виробництво — 33,7 %, будівництво — 20,9 %, освіта, охорона здоров'я та соціальна допомога — 11,6 %, роздрібна торгівля — 7,0 %.